# Fronte Popolare Lettone
Il Fronte Popolare Lettone (in lettone: Latvijas Tautas fronte) fu un movimento politico attivo dal 1988 all'inizio degli anni '90 che accelerò il processo di indipendenza della Lettonia dall'Unione Sovietica. Si trattò di un movimento dalle caratteristiche simili al Fronte Popolare Estone e al movimento Sąjūdis costituitosi in Lituania.
Il suo giornale di riferimento era l'Atmoda ("Risveglio", in riferimento al Risveglio nazionale lettone), il quale veniva stampato sia in lingua lettone che in russo tra il 1989 e il 1992.

## Contesto storico
Lettonia, Estonia e Lituania vennero occupate dall'Unione Sovietica nel 1940. Quando la seconda guerra mondiale era ancora in corso e le sorti del conflitto sembravano ormai arridere agli Alleati, nacquero dei gruppi di partigiani attivi a sostegno dei nazisti, a favore dei sovietici o contrari a entrambi e desiderosi di ripristinare la sovranità nazionale. L'avanzata dell'Armata Rossa del 1944 risultò rapida, ma non coincise con la soppressione dei gruppi di rivoltosi, i quali continuarono ad opporsi con le armi fino al 1956 (i cosiddetti Fratelli della foresta). Uno spiraglio per riconquistare l'indipendenza fu intravisto negli anni '80, quando il presidente dell'URSS Michail Gorbačëv tentò di riformare strutturalmente il Paese. In particolare, la politica della glasnost' consentì maggiore libertà di parola nell'Unione Sovietica come mai si era vista in passato.
A partire dal 1986, i lettoni cominciarono a interessarsi della politica nazionale muovendosi in prima persona. Uno dei primi successi nella sfida a Mosca fu l'interruzione della costruzione della quarta diga idroelettrica vicino a Daugavpils sul Daugava, il fiume principale della Lettonia. Una simile protesta ispirò la formazione dell'Associazione di Protezione Ambientale: essa colse l'occasione delle manifestazioni legate dall'ambiente come un modo con cui sfidare il regime sovietico su svariati ambiti sociali.
Il movimento per l'indipendenza della Lettonia mosse i primi passi con piccole manifestazioni inerenti ai diritti umani e finalizzate ad attirare l'attenzione internazionale sulla questione baltica nel 1986. Ad ogni modo esse, organizzate dalla CTAG Helsinki-86, furono soppresse dal governo della RSS Lettone. Il punto di svolta arrivò nell'estate 1988: molti intellettuali lettoni si dichiararono apertamente a sostegno di una maggiore autonomia per la Lettonia. I giornali lettoni iniziarono a trattare aspetti della storia lettone censurati in epoca sovietica (ad esempio, sulle circostanze che avevano portato all'annessione della Lettonia nel 1940 al di là della versione ufficiale). La bandiera della Lettonia, bandita durante il periodo sovietico, tornò nuovamente in auge. Si era di fronte a una forte rinascita dell'identità nazionale lettone.

## Fronte Popolare dal 1988 al 1990
In un siffatto contesto storico, presero forma diverse organizzazioni politiche finalizzate a ottenere un maggiore grado di autonomia se non l'indipendenza: la più grande di esse era senza dubbio il FNL o TNF in acronimo lettone. Fondato il 9 ottobre 1988, in origine il Tautas Fronte assunse una posizione moderata, poiché chiedeva ampi margini di operatività al governo della repubblica socialista senza però auspicare ad una separazione da Mosca. A fare parte del movimento erano membri moderati dell'esecutivo della RSS Lettone compreso il capo di stato Anatolijs Gorbunovs, ma osteggiato dai comunisti intransigenti.
Il Tautas Fronte crebbe rapidamente fino a contare 250.000 membri. Il suo scopo divenne quello di creare un'ampia coalizione; poiché il 48% della popolazione era etnicamente non lettone (per lo più russi o kazaki trasferitisi in Lettonia da altre repubbliche dell'Unione Sovietica), il Tautas Fronte si prodigò per contattare le minoranze etniche. In particolare, si fece promotore della proposta di istituire l'istruzione scolastica in lingue diverse dal lettone e dal russo per attirare le simpatie delle minoranze non russe (è il caso dei livoni). Contemporaneamente, il Tautas Fronte operò con movimenti lettoni più radicali che sostenevano solo l'indipendenza della Lettonia.
Col tempo, l'opinione generale all'interno del Tautas Fronte passò da politiche improntate all'autonomia della Lettonia all'interno dell'Unione Sovietica alla piena sovranità. Il 31 maggio 1989 annunciò che il governo dell'Unione Sovietica non era stato abbastanza solidale sulla questione dell'autonomia lettone e annunciò che una scissione fosse l'unica strada percorribile.
Nel 1989 e nel 1990, si svolsero le prime elezioni libere in Lettonia da quando fu effettuato il colpo di stato di Kārlis Ulmanis nel 1934. Le più importanti risultarono le elezioni del Soviet Supremo, il parlamento della RSS Lettone, il 18 marzo 1990. La coalizione filo-indipendentista, guidata dal Tautas Fronte, ottenne 138 seggi su 201 nel Soviet Supremo, più dei due terzi della maggioranza necessaria per modificare la Costituzione.

## Il Tautas fronte dal 1990 al 1993
Dopo le elezioni del 1990, il Tautas fronte divenne il partito che amministrò la Lettonia. Il 4 maggio 1990, la prima legge approvata dal nuovo Soviet Supremo dichiarava l'intenzione della Lettonia di ripristinare l'indipendenza. Dainis Īvāns, il presidente del LTF, fu nominato presidente del parlamento e il suo vice, Ivars Godmanis, primo ministro: non si trattò di due casi isolati, come evince dalla nomina di altri membri del Tautas fronte in posizioni chiave a livello governativo.
Dal maggio 1990 all'agosto 1991 la Lettonia visse un periodo di tensione; la sua indipendenza non fu riconosciuta dall'URSS e si temeva che la repressione militare minacciata da Mosca potesse seriamente attuarsi.

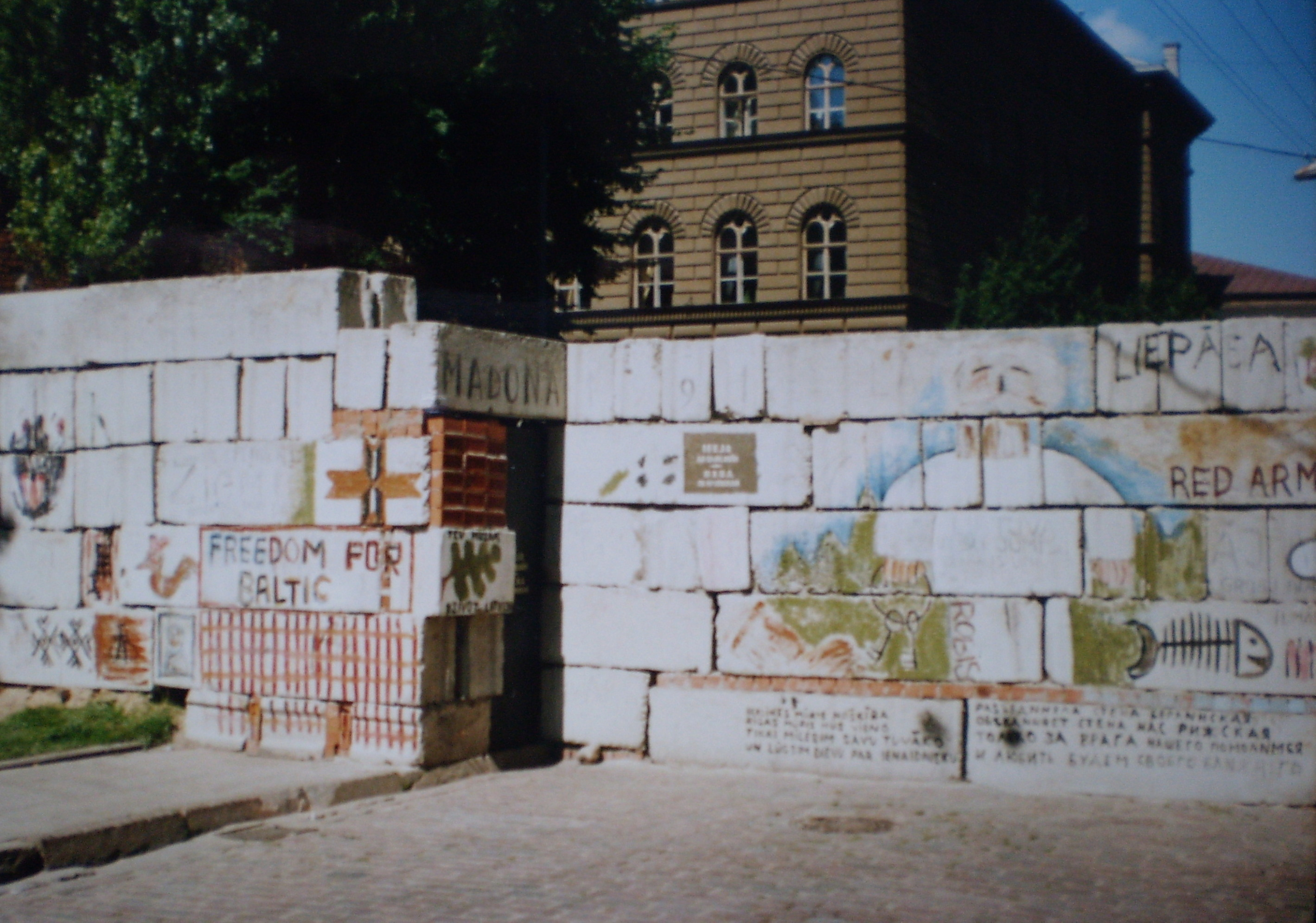
Le barricate posizionate a Riga il 27 luglio 1991 per impedire all'Armata Rossa di raggiungere il parlamento

Diversi carri armati sovietici giunsero sulla riva del fiume Daugava nel centro storico di Riga. Le reti televisive trasmisero filmati di colpi di fucile sparati di notte nella Città Vecchia il 13 gennaio 1991. Per le strade un numero imprecisato di civili decise allora di costruire delle barricate e trascorse giorni e notti a sorvegliarle mentre intonavano canzoni lettoni. Per questo motivo, il movimento indipendentista venne conosciuto a livello mediatico come autore di una "rivoluzione cantata".
L'indipendenza della Lettonia fu infine riconosciuta dopo il fallimento del putsch di agosto del 1991. Il principale obiettivo politico del Tautas fronte poté dunque a quel punto considerarsi raggiunto. Rimaneva però un compito più difficile: riformare l'economia socialista della Lettonia in un sistema di libero mercato. La transizione economica al capitalismo risultò molto difficile, tanto che il PIL della Lettonia si dimezzò dal 1990 al 1993. In una situazione siffatta, la popolarità del primo ministro Godmanis in breve tempo. Molti politici scelsero di cambiare casacca e di dare luogo a nuovi movimenti per evitare di essere associati al governo impopolare.

## La dissoluzione del Tautas fronte
Nel giugno 1993, in Lettonia si tennero le prime elezioni del parlamento dal ripristino dell'indipendenza. Indebolito dalle difficoltà economiche e dalle defezioni di svariati esponenti, il Tautas fronte ricevette appena il 2,62% dei consensi e non varcò la soglia di sbarramento del 4%. Il tentativo di riconvertirsi in un nuovo soggetto più simile al cristianesimo democratico (il nome cambiò in Kristīgā Tautas partija, Partito popolare cristiano) non ebbe grande fortuna. Nei mesi successivi il Fronte popolare lettone si fuse con un altro partito, la Kristīgi demokratiskā savienība (Unione Democratica Cristiana) e si sciolse ufficialmente nell'ottobre 1999 durante il suo 9º congresso.

## Lascito

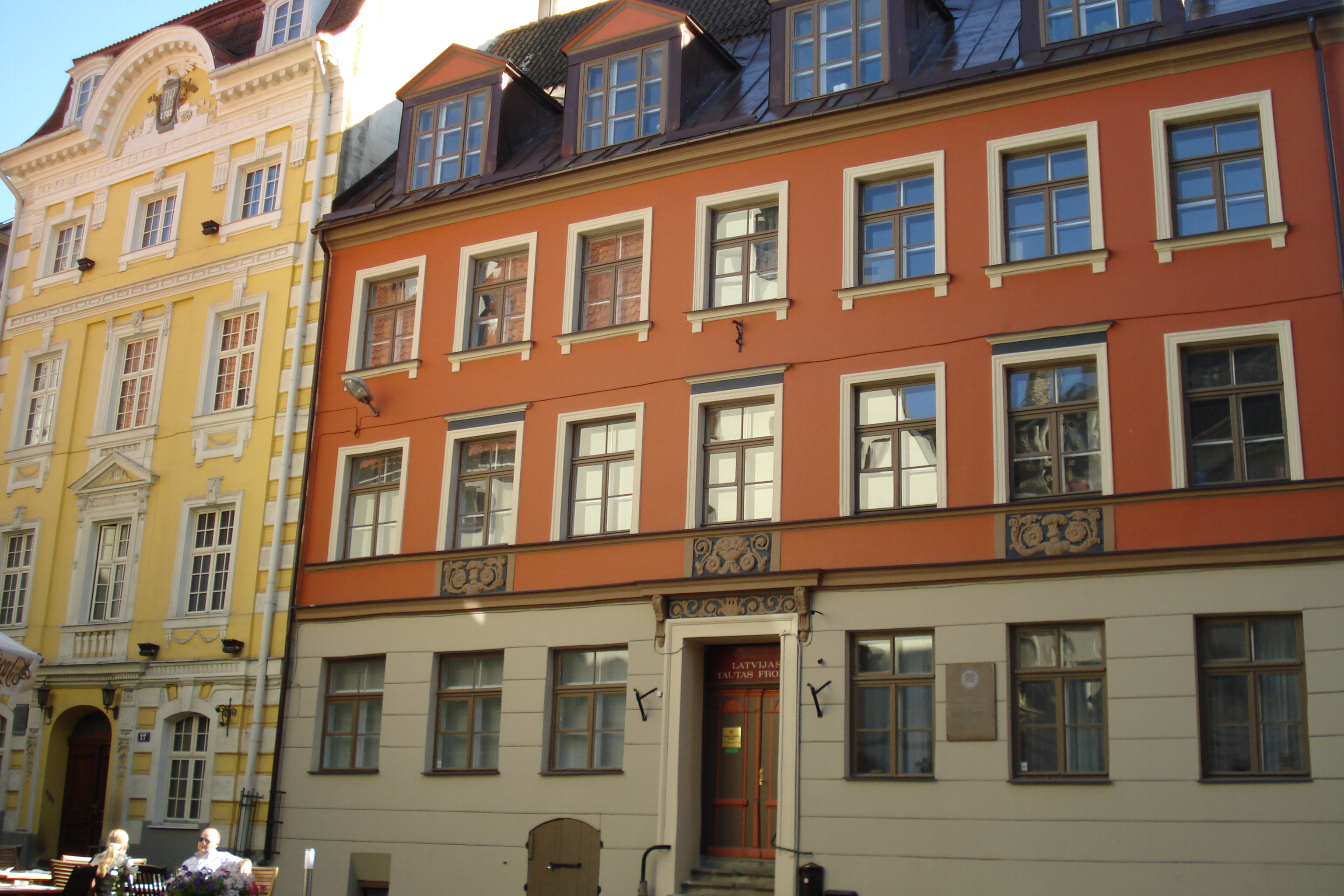
Sede del Museo del Fronte popolare lettone a Riga

Tutti o quasi gli obiettivi politici del Tautas fronte furono raggiunti nel corso degli anni in cui risultò attivo. La Lettonia è tuttora un paese indipendente e il lettone è l'unica lingua ufficiale. La sua economia, un tempo incentrata sulla collettivizzazione e sul perseguimento di altre politiche sovietiche, è ora improntata al libero mercato e al commercio con l'Europa occidentale piuttosto che con i vecchi partner commerciali quali Mosca o altre repubbliche socialiste asiatiche. Anche se il Tautas fronte cessò di esistere durante le difficoltà economiche della metà degli anni '90, molti dei suoi ex attivisti hanno ricoperto ruoli importanti negli anni a venire nello Stato lettone.
È stato dedicato un museo al Fronte Popolare della Lettonia nei suoi vecchi uffici, di proprietà dello Stato, presso Vecpilsētas iela 13/15 di Riga.